# Mathilda (ångslup)
Mathilda är en finlandsbyggd tysk ångslup, som byggdes 1994–1996 på Jakobstads båtvarv i Karleby för Wilfred Leven (död 2013) i Travemünde, som hade återfunnit en ångmaskin från 1912 i Storbritannien. 
Mathildas skrov är byggd i limmad kravellbyggd furu på lamellimmade spant. Köl och stäv i iroko, däcket är i oregon pine och överbyggnaden i hondurasmahogny. Fartyget drivs en tvåcylindrig expansionsångmaskin från Philips i Storbritannien, byggd 1912. Den har ursprungligen varit monterad i befälhavarens slup på den australiska kryssaren HMAS Melbourne som byggdes i Birkenhead i Storbritannien 1911-1913 och som skrotades 1928.
Mathilda övertogs 2006 efter Wilfred Levens död av Museumshafen Oevelgönne i Hamburg.